# Pereval

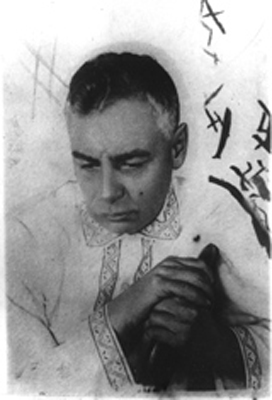
Aleksandr Voronski, oprichter van Pereval, 1919

Pereval (Russisch: Перевал (литературная группа), de bergpas) was een Russische literaire groepering uit de jaren twintig van de twintigste eeuw.
Pereval werd in 1923 opgericht door Aleksandr Voronski, een van de bekendste literatuurcritici uit het vroege Sovjetrusland en uitgever van het bekende tijdschrift Rood Braakland (1921-1942). Voronski was een ruimdenkend marxist en verzamelde vooral jonge Sovjetschrijvers om zich heen, schrijvers die de burgeroorlog hadden meegemaakt en de idealen van de revolutie koesterden, maar die wars waren van de orthodoxe lijn. 
Een echte declamatie kwam pas in 1927. Pereval pleitte voor kwaliteit in de literatuur en protesteerde tegen het simplisme en het vulgarisme van de proletarische schrijvers; de futuristen en de constructivisten vonden ze echter te formalistisch en te rationalistisch. Ze eisten vooral oprechtheid in de literatuur. Het literaire werk moest organisch zijn, niet geconstrueerd, maar van binnenuit ontstaan; ze voeren uit tegen strooplikkerij en huichelarij, waar ze de proletarische schrijvers van betichtten (Voronski en Pereval keerden zich in een felle polemiek tegen de proletkoelt). Een van de basisideeën van de Pereval werd wel met ‘mozartisme’ genoemd: een niet gekunstelde maar elegante, duidelijke stijl, spontaniteit en individualiteit.
Toen in 1927 een lastercampagne tegen Voronski begon te lopen vanwege trotskisme en hij als redacteur van Rood Braakland werd afgezet (tijdens de 'zuiveringen' in 1937 werd hij uiteindelijk geëxecuteerd), verlieten veel leden de groep en kwam Pereval op een dood spoor. De invloed van Pereval op de Russische letteren bleef uiteindelijk beperkter dan bijvoorbeeld die van de Serapionbroeders.

## Leden
Naast Voronski waren onder andere lid van Pereval: 
- Michail Prisjvin
- Andrej Platonov
- Ivan Katajev
- Pavel Pavlenko
- Nikolaj Zaroedin
- Boris Goeber
- Gleb Glinka
- Abram Lezjnev
- Dmitri Gorbov
- Edoeard Bagritski